# 堆噶本
堆噶本（藏語：སྟོད་སྒར་དཔོ，威利转写：sTod-sgar-dpon；THL：tögarpön；），一作堆噶尔本、阿里噶本、噶大克噶本、阿里總管，是清代西藏西部阿里地区的長官，“綜理阿里地区藏務”。從清道光十五年(1835年)起改由兩名五品俗官擔任阿里總管（西藏23名边营官中的两个），到任時改稱四品。“堆”就是阿里，也称作“堆阿里”，藏文意思是“上部”、“最高处”。

## 历代著名堆噶本
噶丹泽旺〔dgav-ldan-tshe-dbang-dpal-bzang-boo〕是甘丹颇章政权委任的第一任堆噶本,他于1682年到1688年在阿里地区任总管，按照甘丹颇章政权的制度，在阿里地区建立行政制度，设立驻军和委任宗本的制度，改变了阿里地区一直由土王统治的局面，对于加强阿里地区和前后藏的联系作出了开创性贡献。
康济鼐于1715年被其岳父拉藏汗任命为阿里總管，拉藏汗康熙五十六年(1717年)被准噶尔汗策妄阿拉布坦所杀，清军入藏逐准噶尔军，册封七世达赖。康济鼐对清朝立有大功，1720年被封为西藏郡王并兼任阿里總管直到1727年他被阿尔布巴〔多吉杰波（རྡོ་རྗེ་རྒྱལ་པོ་，rdo rje rgyal po，又译作阿沛〕等人杀害。

### 出处
1. ↑  《清史稿》卷一百一十七職官志
2. ↑  陈庆英. 固始汗和格鲁派在西藏统治的建立和巩固